# Little Chute
Little Chute és una població dels Estats Units a l'estat de Wisconsin. Segons el cens del 2007 tenia 10.965 habitants.

## Demografia
Segons el cens del 2000, Little Chute tenia 10.476 habitants, 3.878 habitatges, i 2.803 famílies. La densitat de població era de 979,4 habitants per km².
Dels 3.878 habitatges en un 38,3% hi vivien nens de menys de 18 anys, en un 59,7% hi vivien parelles casades, en un 9,2% dones solteres, i en un 27,7% no eren unitats familiars. En el 22,1% dels habitatges hi vivien persones soles el 7,7% de les quals corresponia a persones de 65 anys o més que vivien soles. El nombre mitjà de persones vivint en cada habitatge era de 2,68 i el nombre mitjà de persones que vivien en cada família era de 3,17.
Per edats la població es repartia de la següent manera: un 29,1% tenia menys de 18 anys, un 8,6% entre 18 i 24, un 32,1% entre 25 i 44, un 19,8% de 45 a 60 i un 10,4% 65 anys o més.
L'edat mediana era de 33 anys. Per cada 100 dones de 18 o més anys hi havia 93,2 homes.
La renda mediana per habitatge era de 49.500$ i la renda mediana per família de 57.090$. Els homes tenien una renda mediana de 39.019$ mentre que les dones 24.579$. La renda per capita de la població era de 21.181$. Aproximadament el 5% de les famílies i el 6% de la població estaven per davall del llindar de pobresa.

## Poblacions més properes
El següent diagrama mostra les poblacions més properes.